# Trần Hàm (Nam Tống)
Trần Hàm (chữ Hán: 陈咸, ? – ?), tên tự là Phùng Nho, người huyện Thiệp , quan viên nhà Nam Tống trong lịch sử Trung Quốc. Ông có công ổn định tình hình tài chính ở Tứ Xuyên sau loạn Ngô Hi.

## Khởi nghiệp và thăng tiến
Hàm đỗ tiến sĩ năm Thuần Hi thứ 2 (1175), được điều làm Nội Giang huyện úy. Các viên lại trong huyện nhận hối lộ, thu thuế của dân không đều, Hàm sai sứ giải đi thông báo, yêu cầu dân tự trình bày hoàn cảnh của mình, rồi dựa vào đó mà thu thuế. Sau đó Hàm được đổi làm Tri Nam Sung huyện thuộc Quả Châu, Chuyển vận tư tích chủ quản văn tự. Gặp năm hạn hán, Thuế tư miễn hai kỳ thuế của dân nghèo , Chuyển vận sứ An Tiết cho rằng thiếu hụt kinh phí tào vận, Hàm bẩm với Tiết rằng: "Nếu lợi cho dân, làm sao không thể." Nhân đó nói: "Hiện nay tiền giấy lưu hành ở Tứ Xuyên sẽ thiếu 300 vạn, tạm đóng dấu trăm vạn, đủ để bổ vào phần thiếu hụt." Tiết nghe theo. Quân đội quen xin lạm, Hàm luôn chế tài, tướng sĩ chỉ trích, ông nói: "Đầu Hàm có thể chặt, xin lạm thì không được." Quan lại đất Thục hằng năm cưỡng bách nộp tiền lụa sống, khiến dân oán trách, Hàm bẩm với Tiết, sát hạch các khoản thu, nhờ Tiết thắt chặt mà hằng năm dân được giảm hơn 20 vạn xâu tiền thuế. Hàm được cất nhắc làm Tri Tư Châu (nay là đông bắc Giản Dương); bấy giờ hạn hán đã lâu, ông nhận chức thì lập tức xin quân đội phát hơn 2000 thạch thóc tẻ để chẩn cứu. Năm sau, Đông, Tây Xuyên đều hạn hán, 2 tư Tổng chế  bàn rằng bỏ thuế cho dân sẽ gây thiếu hụt tài chính, Hàm xin đóng dấu khoản tiền giấy 109 vạn hiện chưa phát hành để bù vào, được nghe theo. Hàm cho đại tu học cung (tức Quốc tử giám), chánh tích vang dội, được đổi làm Tri Phổ Châu (nay là An Nhạc).

## Trong loạn Ngô Hi
Năm Khai Hi đầu tiên (1205), biên thùy Tống – Kim trở nên căng thẳng, Tứ Xuyên tuyên phủ sứ Trình Tùng biết tài của Hàm, vời làm Chủ quản cơ nghi văn tự. Hàm gởi thư bàn rằng: không thể động binh, khuyên Tùng tìm nhân tài, rèn quân dụng; khảo xét bản đồ để nắm rõ tài nguyên, cậy nơi hiểm yếu để tính kế công – thủ; hẹn gặp mặt đại tướng để tránh tỵ hiềm nghi kỵ; quyên vàng lụa chiêu mộ tử sĩ, để kêu gọi người ở xa; nghĩ ra kế sách phá địch, thẩm tra rồi mới dùng; cái mưu ăn may lợi ích trước mắt, thì chớ thi hành. Tùng trả lời sẽ nghe theo lời Hàm, nhưng Tùng không thể làm nổi. Tuyên phủ phó sứ Ngô Hi miệt thị Tùng, điều động tướng sĩ không thèm thông báo với chủ tướng . Tùng không dám hỏi tội Hi, khiến Hàm lo lắng, lại gởi thư thuyết phục Tùng: thu nhận nghĩa sĩ 2 châu Lương, Dương về phía bắc để dùng khi cần đến; giữ nơi hiểm yếu, dựng quan, bảo, lấp đường tắt để phòng bị biến cố bất ngờ. Nhưng Tùng lại không thể làm theo. Sau đó Hàm được thăng làm Lợi lộ chuyển vận phán quan.
Ngô Hi đầu hàng nhà Kim, dâng 4 châu Quan Ngoại: Giai, Thành, Hòa, Phượng cho địch, lòng người sợ hãi. Hàm ở lại Đại An quân đôn đốc quân lương, truyền hịch cho tướng giữ thành là Dương Chấn Trọng cứu giúp dân chạy nạn, phòng bị trộm cắp, mọi người dần an định. An Bính ngầm đem việc Hi làm phản cáo giác với Hàm, ông lập tức sai người thông báo với Tùng, nhưng Tùng không tra xét. Hi cho rằng Hàm là danh sĩ ở Thục, muốn bắt giữ để uy hiếp ông nghe lệnh hắn, bèn truyền hịch gọi Hàm đến bàn việc. Hàm không đến, mà đi Lợi Châu; mới đến ngoài thành, tướng phản quân là Đô vận sứ Từ Cảnh Vọng đã xua binh vào chiếm cứ trị sở. Ngày giỗ của Tống Anh Tông, Cảnh Vọng muốn tập dàn nhạc để mở tiệc, Hàm ra sức phản đối.
Ngay khi mới rời khỏi Đại An, Hàm nói chuyện với tướng phản quân là Trử Thanh, khiến Thanh hối hận. Đến nay, Hàm muốn liên kết với Chủ quản văn tự Vương Phủ, Phúc Ngải, mưu tính giết Từ Cảnh Vọng, đốt đường sàn, cắt đứt viện binh của Ngô Hi. Nhưng Vương Phủ bỏ trốn, còn Trử Thanh thì không có tin tức, nên Hàm theo lối Chu Phường cắt tóc chịu nhục, một mình thâm nhập phản quân, hy vọng thuyết phục Hi hối cải. Gặp Hi gởi thư gấp đòi gặp mặt, Hàm một mặt đáp thư khuyên hắn ta tiếp nhận mệnh lệnh của triều đình, một mặt quay lại. Giữa đường, Hàm gặp tướng phản quân là Thống lãnh Mạnh Khả Đạo, biết Hi đã đầu hàng nhà Kim, khiến ông không còn hy vọng gì nữa; về đến Ung Châu, Hàm ở trong trướng, dùng đao cắt búi tóc (vì trước đó đã nói sẽ cắt tóc), xé màn mà chạy. Từ Cảnh Vọng bắt được Hàm ở bờ sông, Hi nghe tin giận lắm, Ngô Hiển khuyên ông ta triệu Hàm làm Chủ Vũ Hưng tự, nhân đó giết đi; nhờ An Bính ra sức cứu giúp, Hàm mới thoát chết. Sau đó bọn An Bính nổi dậy giết chết Ngô Hi và đồng bọn, Hàm dâng biểu tự hặc tội không thể dẹp giặc mà còn rời bỏ chức vụ, lại nhờ bọn An Bính, Dương Phụ cầu xin nên được miễn tội phóng thích. Ngay sau đó An Bính tâu xin cho Hàm làm Tổng Thục phú, triều đình nghe theo.

## Ổn định tài chánh đất Thục
Sau loạn, kho tàng trống rỗng, Hàm đến Vũ Hưng, cùng An Bính thảo luận tình hình, đề nghị đem tài chánh của quân sự và dân sự hợp nhất mà xử lý, nhờ Bính tâu lên triều đình. Hàm xét chỗ dư thừa của các tư, dời làm gạo của các kho Thường bình, Quảng huệ , đúc tiền Đương ngũ , treo bản bán quan chức; còn tạm dừng giao nộp tiền thuế của 4 lộ lên triều đình; cắt giảm hơn 2 vạn binh kém, quy hoạch chu toàn, nên chi phí quân đội tăng thêm hơn 8750 vạn, nhưng không lấy của dân. Thuở mới Hàm làm Tổng phú, kho lẫm quân đội còn chừng hơn 1450 vạn xâu tiền, lương thực còn chừng hơn 97 vạn thạch, thức ăn gia súc còn chừng hơn 2 vạn thạch. Hàm đêm ngày siêng năng, điều độ hợp lý, chưa đến 2 năm, kho lẫm tăng thêm số tiền giấy giá trị 180 vạn, Thành Đô không lưu hành hơn 210 vạn tiền Thung bát trên thị trường (tức tiền Đương thập, mệnh giá gấp đôi tiền Đương ngũ, ý nói đẩy lùi tình trạng lạm phát), quân lương của 3 kho thóc trong thành có hơn 40 vạn thạch, vốn gạo dành để cho vay có hơn 110 vạn thạch, lại trữ riêng quân lương hơn 149 vạn thạch, thức ăn gia súc hơn 7 vạn thạch, còn vải lụa tơ bông, tiền bằng đồng, sắt, và độ điệp  không tính vào.
Dân chúng Kiếm Ngoại  chịu khổ vì binh dịch đã lâu, có người kiến nghị điều tráng đinh của 2 lộ Đông, Tây Xuyên và Quỳ lộ để chia vất vả với họ. Lệnh mới đưa xuống, dân các lộ sợ làm lính thú, chạy đến kêu với An Bính, xin nộp tiền thay cho binh dịch, số tiền nợ đọng dần hơn 50 vạn; nay Hàm bỏ hết. Số tiền giấy đất Thục – loại vẫn còn giá trị sử dụng – là hơn 5000 vạn , một nửa ở trong tay chánh quyền, sau loạn thì lưu tán tất cả ở trong dân; hai tư Tuyên phủ, Tổng chế in thêm 3 đợt, lưu hành hơn 8000 vạn, giá trị ngày càng giảm. Hàm bỏ ra hơn 1200 xâu tiền để thu về một nửa số tiền giấy của 19 đợt, lại cùng Bính bàn bạc góp sức của tư Trà mã , tiếp tục thu về 91 đợt, kế đó làm mới 93 đợt để trao đổi (đoái), vì thế giá trị tiền giấy được khôi phục, giá thóc giảm xuống.
Dòng chảy sông Gia Lăng chợt yếu đi, có ý kiến cho rằng người Kim chặn thương du, Hàm không nói gì, khơi thông lòng sông tại chỗ, khiến nước chảy từ ích Xương đến Ngư Lương, không còn bị ngăn trở. Hàm lại gởi thêm gạo cho Kim Châu để làm đầy kho dự trữ, có người hỏi: "Kim Châu hiểm yếu, người Kim không thể nhắm đến, sao lại thêm gạo?" Hàm đáp: "Địch đến mới lo, sao kịp nữa?" Ít lâu sau, quân Kim xâm phạm Thượng Tân, quân Tống dựa vào sự chuẩn bị ấy mà giữ vững.
Hàm được triệu về làm Tư nông thiếu khanh, rồi mất. An Bính nhiều lần tâu lên công lao của Hàm, nên ông được ban thụy là Cần Tiết.

## Gia đình
Hàm là con thứ của Trần Thăng Khanh, làm đến Giám sát ngự sử, nhưng được kế tự chú là Trần Cự Khanh. Tuyên dụ sứ Ngô Liệp từng dâng biểu khen ngợi tiết nghĩa của Hàm, nên có chiếu cho ông được tiến 2 trật, Hàm xin tặng lại cho cha mẹ.
Con trai Hàm là Trần Dần, sử cũ có truyện.